# Sven Verde
Sven Leo Verde, född 25 maj 1930 i Tjärstad i Östergötland, död 30 januari 2003 i Hägerstens församling i Stockholm, var en svensk dirigent och orkesterledare.
Sven Verde var äldsta barnet till konstnärerna Leoo Verde (1904–1976) och Mary-Ann Tollin-Verde (1903–1993) och växte upp på ett torp utanför Linköping. Han studerade piano för Gottfrid Boon och Lille Bror Söderlundh. Han tog  pianopedagogexamen 1955 och utbildade sig till dirigent för Siegfried Naumann och Herbert Blomstedt. Han ledde Arbetarnas bildningsförbunds kammarorkester från 1963.
Han bildade kammarorkestern Musica Sveciae 1970 och symfoniorkestern Unga Musiker 1978. Han var den förste orkesterledaren för Stockholms Straussorkester från 1992. Under 1980-talet var han musikproducent på Sveriges Radio tillsammans med Stig Rybrant och Sten Frykberg. Verde är begravd på Norra griftegården i Linköping.